# Sylosis
Sylosis é uma banda britânica de Metal extremo de Reading, Berkshire, Inglaterra. Assinou contrato com Nuclear Blast, a banda lançou cinco álbuns de estúdio, um álbum ao vivo, dois EPs e doze videoclipes. O seu quinto álbum Cycle of Suffering foi lançado a 7 de fevereiro de 2020.

## História

### Formação eConclusion of an Age(2000–2009)
Sylosis foi formada em 2000 pelo guitarrista Josh Middleton e o baixista Carl Parnell que começaram a tocar metal extremo com outros amigos da escola. Sylosis lançou alguns EPs, Casting Shadows (2006) e The Supreme Oppressor (2007) no Reino Unido com uma pequena gravadora independente, In at the Deep End Records. Em dezembro de 2007 Sylosis assinou com a Nuclear Blast, e lançaram o seu primeiro álbum Conclusion of an Age em outubro de 2008.
Sobre o estilo do seu primeiro álbum, Conclusion of an Age, Middleton comentou, "A base do nosso som é Thrash metal da Bay Area antigo. Nós não fazemos downtune e não fazemos breakdowns. Nós gostamos de incorporar muitos estilos diferentes de metal e texturas na nossa música. Nós gostamos da fazer a nossa música muito épica. Gostamos de coisas progressivas, coisas brutais e coisas melódicas." Depois de gravarem o seu primeiro álbum, o seu guitarrista Gurneet Ahluwalia foi substituído pela ex-guitarrista da banda Viatrophy, Alex Bailey, prontos para a tour europeia no início de 2009 com The Black Dahlia Murder, Cephalic Carnage and Psycroptic.
Sylosis foi um dos atos de abertura no palco Tuborg (terceiro) no Download Festival no Castelo Donington, junto com participaçõess no New England Metal and Hardcore Festival, e uma abertura no palco Bohemia no Festival Sonisphere. Uma digressão pelo Reino Unido foi anunciada em outubro/novembro de 2009, mas foi cancelada pois foi oferecida à banda uma abertura da tour do Reino Unido da banda DragonForce em novembro/dezembro de 2009.

### Edge of the Earth,Monolith, e acidente de caravana (2010–2013)
Sylosis substituiu Rise to Remain durante a tour europeia da banda As I Lay Dying em 2010. Sylosis entraram no estúdio em 2010 para gravar o seu segundo álbum de estúdio, intitulado Edge of the Earth, foi lançada em março de 2011. Ele gravaram o seu terceiro álbum de estúdio intitulado Monolith com Romesh Dodangoda em Gales no Estúdio Monnow Valley. Monolith foi lançado a 5 de outubro de 2012 na Alemanha, 8 de outubro no Reino Unido e Europa, 9 de outubro nos EUA e 10 de outubro no Japão. Desde janeiro de 2013 a banda foi a atração principal de uma tour do Reino Unido como também participaram no Festival Soundwave na Austrália. Eles também fizeram uma tour com as bandas Hellyeah, In Flames e, atração principal Lamb of God no fim de 2012. A banda teve um papel secundário principal na tour com Killswitch Engage na Europa durante abril e maio de 2013. Sylosis foi anunciada como a banda de abertura para a tour norte-americana de Trivium e DevilDriver com After the Burial como outra banda de apoio. A tour estava marcada para outubro e novembro.
A 25 de setembro, os membros de Sylosis estiveram envolvidos num acidente de caravana, os ferimentos dos quais resultou a retirada dos seus shows para Trivium e DevilDriver.

### Dormant Heart, saída de Rob Callard, e hiatus (2014–2016)
Depois dos membros de Sylosis terem recuperado dos seus ferimentos, ele embarcaram numa tour pelo Reino Unido e pela Europa como apoio principal de DevilDriver com Bleed from Within. Nesta tour o baterista de Sylosis, Rob Callard, não pôde tocar devido a outros compromissos. Ali Richardson, baterista de Bleed From Within, substituiu-o no resto da tour.
No final de setembro de 2014 foi anunciado que Rob Callard iria deixar de ser o baterista de Sylosis depois de nove anos a tocar na banda. O seu substituto foi anunciado ao mesmo tempo, na forma de Ali Richardson. A relação de Richardson com Sylosis tinha começado na tour de DevilDriver no ínicio do ano.
No começo de outubro de 2014, Sylosis anunciou detalhes do seu quarto álbum Dormant Heart, que foi lançado a 12 de janeiro de 2015 pela Nuclear Blast Records.
Durante a segunda metade de maio de 2015, Sylosis começou uma tour europeia com a banda Wovenwar. Eles também tocaram em vários festivais durante o verão, como por exemplo Graspop Metal Meeting e Hellfest entre outros.
Em outubro de 2016, Sylosis anunciou que eles iriam entrar em hiatus pois o líder Josh Middleton iria preencher o papel de guitarrista da banda britânica de metalcore, Architects, devido ao falecimento do seu guitarrista Tom Searle, que era um amigo próximo de Middleton. Depois de 11 meses de tour com Architects, foi anunciado que Middleton iria juntar-se a Architects como um membro oficial, dizendo que iria continuar em Sylosis.

### Regresso eCycle of Suffering(2019–presente)
Numa entrevista em março de 2019, Middleton confirmou que a banda continua uma preocupação contínua e que ele tenciona lançar um novo álbum de Sylosis em 2019. A 5 de dezembro de 2019, Nuclear Blast revelou que a pré-venda de um aparente novo disco intitulado Cycle of Suffering, a ser lançado a 14 de fevereiro de 2020. Um dia depois, a banda anunciou que ele tinham voltado do seu hiatus e confirmaram que o novo álbum iria ser lançado a 7 de fevereiro de 2020. Isto foi seguido pelo primeiro lançamento de um single e um videoclipe do álbum, intitulado "I Sever".
Na promoção do álbum, a banda apoiou Trivium no seu concerto ao vivo "A Light or a Distant Mirror". Este concerto particular foi realizado na Universidade Full Sail e transmitido online. O concerto não teve público ao vivo devido à pandemia de COVID-19.
A 11 de dezembro de 2020, Sylosis lançaram um novo single, intitulado "Worship Decay".
A 8 de março de 2021, Sylosis anunciou um lançamento de um vinil de Conclusion of an Age e lançou "Plight of the Soul", um lado B não intitulado do seu álbum.
A 3 de dezembro de 2021, Sylosis lançaram um novo single intitulado "Immovable Stone" ao que Josh Middleton disse que um novo álbum seria lançado no início de 2022. A 9 de agosto de 2022, Sylosis lançou um novo single "Heavy is the Crown", o primeiro de uma trilogia de singles a ser lançado em 2022.

## Membros

### Membros atuais
- Josh Middleton – guitarra (2000–presente), vocais (2010–presente)
- Ali Richardson – bateria (2014–presente)
- Conor Marshall – guitarra (2019–presente)
- Ben Thomas – baixo (2024-presente)

### Membros de tour
- Gurneet Ahluwalia – guitarra (2012)
- Brandon Ellis – guitarra (2011)
- Ben Thomas – baixo (2024)

### Membros passados[15]
- Glen Chamberlain – vocais (2000–2003)
- Jay Colios-Terry – bateria (2000)2005
- Gurneet Ahluwalia – guitarra (2000–2007)
- Chris Steele – bateria (2006)2007
- Richard Zananiri – guitarra (2005–2008)
- Jamie Graham – vocais (2007–2010)
- Rob Callard – bateria (2005–2006, 2007–2014)
- Carl Parnell – baixo (2000–2019)
- Alex Bailey – guitarra (2008–2024)

## Discografia

### Álbuns de estúdio
- Conclusion of an Age (Nuclear Blast, 2008)
- Edge of the Earth (Nuclear Blast, 2011)
- Monolith (Nuclear Blast, 2012)
- Dormant Heart (Nuclear Blast, 2015)
- Cycle of Suffering (Nuclear Blast, 2020)
- A Sign of Things to Come (Nuclear Blast, 2023)

### EPs
- Casting Shadows (In at the Deep End, 2006)
- The Supreme Oppressor (In at the Deep End, 2007)
- The Path (Nuclear Blast, 2024)

### Álbuns ao vivo
- Sylosis Live at High Voltage (2011)
- Sylosis Live At: Lite Up Studios (2020)

### Singles
- Strength Beyond Strength (Cover de Pantera, 2009)

- Slings and Arrows (2012)
- Mercy (2014)
- Different Masks on the Same Face (2016)
- I Sever (2019)
- Calcified (2020)
- Worship Decay (2020)
- Immovable Stone (2021)
- Heavy Is The Crown (2022)
- Deadwood (2023)

### Videoclipes
- Teras (2008)[16]
- After Lifeless Years (2009)[17]
- Empyreal (2011)[18]
- A Serpent's Tongue (2011)[19]
- Fear the World (2012)[20]
- Mercy (2014)[21]
- Leech (2015)[22]
- Servitude (2015)[23]
- I Sever (2019)[24]
- Calcified (2020)[25]
- Cycle of Suffering (2020)[26]
- Worship Decay (2020)[27]
- Immovable Stone (2021)[28]
- Deadwood (2023)[29]